# Leandra quinquenodis
Leandra quinquenodis är en tvåhjärtbladig växtart som först beskrevs av Dc, och fick sitt nu gällande namn av Célestin Alfred Cogniaux. Leandra quinquenodis ingår i släktet Leandra och familjen Melastomataceae. Inga underarter finns listade i Catalogue of Life.